# دانیله ناپلتانو
دانیله ناپلتانو (انگلیسی: Daniele Napoletano؛ زادهٔ ۲۰ آوریل ۱۹۹۳) بازیکن فوتبال است.